# Slot Augustenburg
Het Slot Augustenburg is een voormalig slot van de markgravin van Baden-Durlach in Grötzingen, een stadsdeel van de Duitse stad Karlsruhe en stamt uit de 10e eeuw.